# Borgetto
Borgetto – miejscowość i gmina we Włoszech, w regionie Sycylia, w prowincji Palermo.
Według danych na rok 2004 gminę zamieszkiwało 6240 osób, 249,6 os./km².